# 南砺市立吉江中学校
南砺市立吉江中学校（なんとしりつ よしえちゅうがっこう）は、富山県南砺市にある市立中学校。

## 沿革
出典は個別に提示されているもの以外は、右記のものを使用する。
- 1947年3月 - 吉江中学校設立準備委員会発足。旧吉江村、東太美村、山田村、北山田村、東石黒村の小矢部川と山田川にはさまれた5ヶ村が学校組合を作って組合立中学校を設立すべく準備が進められたが、途中から東石黒村が福野町と組合立中学校を設置する方針に変わり、4ヶ村組合立吉江中学校の発足と決まる。
- 1947年4月22日 - 吉江小学校の一部（後館）を借りて吉江中学校創立（吉江小学校体育館にて開校式）。
- 1949年2月 - 富山市東岩瀬の旧海軍軍需工場の建物（木造）を買収し、解体改造のうえ、吉江中学校校舎として吉江小学校東南端の奉安殿跡を中心として建築された（敷地773坪、校舎延坪520坪）。
- 1951年8月 - 面積3,873坪の運動場が完成。
- 1952年
  - 5月 - 福光町立吉江中学校と改称。旧山田村の一部が城端町へ合併したことにより、生徒も城端中学校へ転校する。
  - 10月 - 体育館、昇降口、特別教室増改築。
- 1955年3月 - 校旗樹立（卒業生寄附）、校歌制定。
- 1967年2月 - 開校20周年記念事業として、校内放送設備を充実。
- 1974年 - 旧南蟹谷中学校より移築した第二体育館（188坪）が完成。
- 1998年5月30日 - 新校舎竣工式[3]
- 2004年11月：市町村合併に伴い、南砺市立吉江中学校と改称。

## 通学区域
福光東部小学校区、福光南部小学校区のうち土生、土生新、殿、大西

## 交通アクセス
- JR城端線福光駅より約1km